# Luigi Busà
Pour les articles homonymes, voir Busà.
Né le 9 octobre 1987 à Avola, en Sicile, 
Luigi Busà est un karatéka italien surtout connu pour avoir remporté le titre de champion du monde en kumite masculin individuel moins de 80 kilos aux championnats du monde de karaté 2006 à Tampere, en Finlande.
World champion 3 times
Le 6 août 2021, il devient champion olympique du kumite aux Jeux olympiques de Tokyo 2020.

## Palmarès
- 2006 :
  -  Médaille de bronze en kumite individuel masculin moins de 80 kilos aux championnats d'Europe de karaté 2006 à Stavanger, en Norvège[1].
  -  Médaille d'or en kumite individuel masculin moins de 80 kilos aux championnats du monde de karaté 2006 à Tampere, en Finlande[3].
- 2007 :
  -  Médaille d'or en kumite individuel masculin moins de 75 kilos aux championnats d'Europe de karaté 2007 à Bratislava, en Slovaquie[1].
  -  Médaille de bronze en kumite par équipe aux mêmes championnats[1].
- 2008 :
  -  Médaille de bronze en kumite individuel masculin moins de 75 kilos aux championnats d'Europe de karaté 2008 à Tallinn, en Estonie
- 2009 :
  -  Médaille d'argent en kumite individuel masculin moins de 75 kilos aux championnats d'Europe de karaté 2009 à Zagreb, en Croatie
- 2010 :
  -  Médaille de bronze en kumite individuel masculin moins de 75 kilos aux championnats d'Europe de karaté 2010 à Athènes, en Grèce
  -  Médaille d'argent en kumite individuel masculin moins de 75 kilos aux championnats du monde de karaté 2010 à Belgrade, en Serbie
- 2011 :
  -  Médaille d'argent en kumite individuel masculin moins de 75 kilos aux championnats d'Europe de karaté 2011 à Zurich, en Suisse
- 2012 :
  -  Médaille d'or en kumite individuel masculin moins de 75 kilos aux championnats d'Europe de karaté 2012 à Adeje, en Espagne
  -  Médaille d'or en kumite individuel masculin moins de 75 kilos aux championnats du monde de karaté 2012 à Paris, en France
- 2013 :
  -  Médaille de bronze en kumite individuel masculin moins de 75 kilos aux championnats d'Europe de karaté 2013 à Budapest, en Hongrie
- 2014 :
  -  Médaille d'or en kumite individuel masculin moins de 75 kilos aux championnats d'Europe de karaté 2014 à Tampere, en Finlande
  -  Médaille d'argent en kumite individuel masculin moins de 75 kilos aux championnats du monde de karaté 2014 à Brême, en Allemagne
- 2015 :
  -  Médaille de bronze en kumite individuel masculin moins de 75 kilos aux championnats d'Europe de karaté 2015 à Istanbul, en Turquie
- 2016 :
  -  Médaille de bronze en kumite individuel masculin moins de 75 kilos aux championnats du monde de karaté 2016 à Linz, en Autriche
- 2017 :
  -  Médaille d'or en kumite individuel masculin moins de 75 kilos aux championnats d'Europe de karaté 2017 à Izmit, en Turquie
- 2018 :
  -  Médaille d'argent en kumite individuel masculin moins de 75 kilos aux championnats du monde de karaté 2018 à Madrid, en Espagne
  -  Médaille de bronze en kumite individuel masculin moins de 75 kilos aux championnats d'Europe de karaté 2018 à Novi Sad, en Serbie
- 2019 :
  -  Médaille d'or en kumite individuel masculin moins de 75 kilos aux championnats d'Europe de karaté 2019 à Guadalajara, en Espagne
- 2021 :
  -  Médaille d'or en kumite individuel masculin moins de 75 kilos aux Jeux olympiques de Tokyo 2020 à Tokyo, Japon
- 2022 :
  -  Médaille de bronze en kumite individuel masculin moins de 75 kilos aux championnats d'Europe de karaté 2022 à Gaziantep, en Turquie
  -  Médaille de bronze en kumite individuel masculin moins de 75 kilos aux Jeux méditerranéens de 2022 à Oran, en Algérie